# Jourf al-Nasr
 (novembre 2023).
Améliorez-le ou discutez des points à vérifier. 
Jurf al-Sakhar (arabe : جرف الصخر, français : Rive rocheuse) est une ville située entre Bagdad et Kerbala, sur la rive droite de l'Euphrate.

## Histoire
Avant 2014, elle était habitée par environ 80 000 personnes dont la plupart issus de la tribu des Janabin, des paysans sunnites.
À la suite de la Seconde guerre civile irakienne et de la victoire contre l'État islamique, la ville est renommée Jurf al-Nasr (arabe : جرف النصر, français : Rive de la victoire).
Ravagée par les combats et évacuée de ses habitants, elle est transformée en base militaire par les milices chiites pro-iraniennes Hachd al-Chaabi.
Elle devient aussi une plateforme logistique où transitent armes et équipements à destination des forces de l'Axe de la résistance.
Il y aurait également des prisons secrètes où sont enfermés les opposants politiques enlevés par ces milices.